# Poropanchax normani
Poropanchax normani är en fiskart som först beskrevs av Ahl 1928.  Poropanchax normani ingår i släktet Poropanchax och familjen Poeciliidae. IUCN kategoriserar arten globalt som livskraftig. Inga underarter finns listade i Catalogue of Life.